# Baïbokoum
Baïbokoum est une ville du Sud ouest du Tchad.
Elle est le chef-lieu du département des Monts de Lam.

## Géographie
Baïbokoum est situé à l'extrême Sud Ouest du Tchad, à 25 km de la frontière de la République centrafricaine (RCA) et 12 km de la république du Cameroun. Elle regroupe trois groupes ethniques : Mboum, Laka et Ngambaye. Elle compte 5 sous-préfectures : Baïbokoum rural, Bitoye, Laramanaye, Bessao et Mbaikoro. C'est le chef-lieu du département des Monts de Lam depuis 2000. Située au bord du fleuve Logone, la ville est traversée par un de ses affluents, le Nyan.

## Histoire

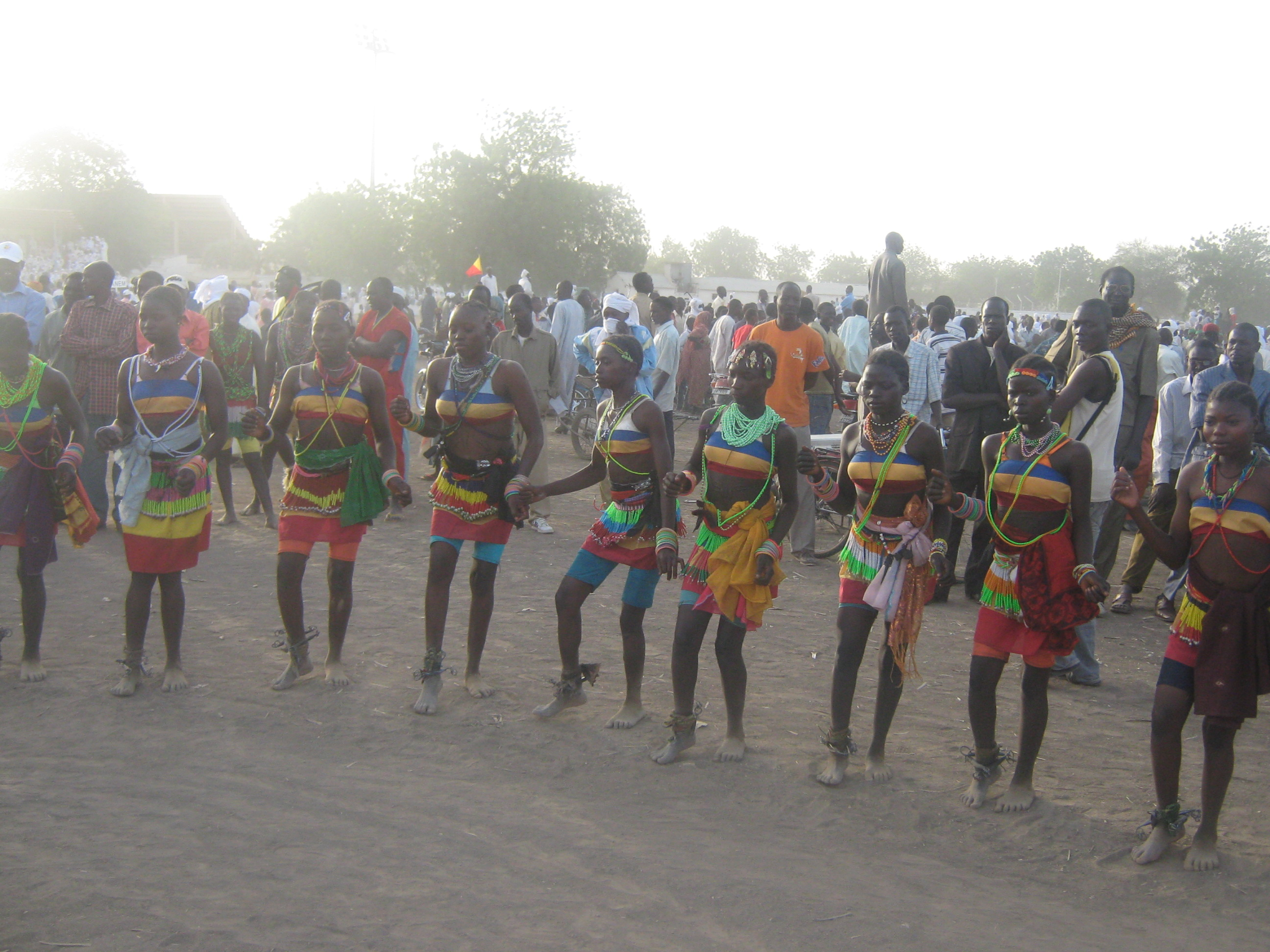
Danse de filles mboum

Ancienne sous-préfecture (1917) coloniale avant l'indépendance, elle est devenue le chef-lieu du département des Monts de Lam en 2002. Les originaires de Baïbokoum sont des Mboums qui seraient venus de l'Adamaoua du côté du Cameroun actuel. Ils sont des montagnards. Ils cultivent les tubercules, vivent de la chasse et de la cueillette. Leur langue est une langue transfrontalière, le mboum (mboum nzaka mbay).
Les habitants de la ville de Baïbokoum sont pour la plupart des chrétiens catholiques et protestants. Il y a également des musulmans issus des groupes ethniques Mbororos, arabes et Haoussa. Les prêtres catholiques se sont installés dans la ville dans les années 1940. Les prêtres capucins qui s'y sont installés les premiers, ont construit la première cathédrale en 1952 sous la montagne dite Kone Ngabra. La paroisse de Baibokoum dépend du Diocèse de Goré.

## Économie
La ville de Baïbokoum est une ville à majorité agricole : manioc, céréales (mil, maïs), coton, tabac. Ainsi tous les lundis s'organise un marché dont les commerçants viennent des autres grandes villes du Tchad, du Cameroun et de la République centrafricaine. 
L'économie se base fondamentalement sur l'agriculture, il y a très peu d'élevage.

## Éducation
La première école coloniale est créée dans la sous-préfecture de Baïbokoum en 1952 à Bidanga (actuel chef-lieu du canton de Monts de Lam). Aujourd'hui dans le département des Monts de Lam on compte une cinquantaine d'écoles primaires, une dizaine de collège d'enseignement général et 5 grands lycées : lycée d'Italie, lycée de Baïbokoum, lycée de Laramanaye, lycée de Bessao et lycée de Mbaikoro.

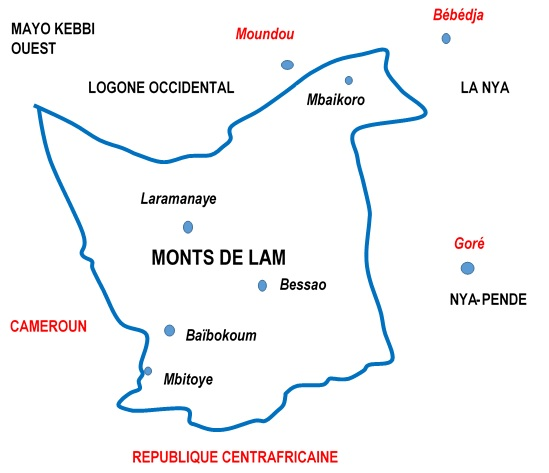
Carte du département des Monts de Lam

## Administration
Comme chef-lieu du département des Monts de Lam dans la région du Logone Oriental, c'est la 4e plus grande ville de cette région.
La ville de Baïbokoum est dirigée par un maire.

## Jumelage
La ville de Baïbokoum est jumelée avec la ville de Padre Pio en Italie.

## Centenaire de Baïbokoum
La ville de Baïbokoum célèbre son centenaire en 2017.
La ville de Baïbokoum (comme sous-préfecture) est créée pendant la Première Guerre mondiale (1914-1918) sous colonisation allemande avant de passer sous l'administration française.